# ابدال، پنجاب
ابدال، پنجاب (به لاتین: Abdal, Punjab) در هند است که در punjab, india واقع شده‌است.